# Bettina Czifra
Bettina Lili Czifra (Budapest, 20 de abril de 2007) es una deportista húngara que compite en gimnasia artística. Ganó una medalla de plata en el Campeonato Europeo de Gimnasia Artística de 2025, en la prueba de barras asimétricas.

## Palmarés internacional
| Campeonato Europeo | Campeonato Europeo | Campeonato Europeo | Campeonato Europeo |
| Año                | Lugar              | Medalla            | Prueba             |
| ------------------ | ------------------ | ------------------ | ------------------ |
| 2025               | Leipzig (Alemania) | Medalla de plata   | Barras asimétricas |